# Tipula (Beringotipula) charpalex
Tipula (Beringotipula) charpalex is een tweevleugelige uit de familie langpootmuggen (Tipulidae). De soort komt voor in het Nearctisch gebied.